# 西田千鶴
西田千鶴(にしだ ちずる)は、国際栄養学を専門とする日本の栄養学者である。
栄養学博士(西田 2001)。1987年より2023年2月までの36年間世界保健機関の 本部・栄養政策・科学アドバイス課・課長(英: Unit Head, Safe, Healthy and Sustainable Diet, Department of
Nutrition and Food Safety)に在籍し、ガイドラインの策定・監修などに従事するなど世界の食品安全に寄与した。

## 概要
アメリカ合衆国へ留学し医療人類学を学び、1984年、コネチカット州立大学大学院医療人類学専攻博士課程 で修士、博士(Ph. D.)を修める。
2016年食料安全保障・栄養に関する G7 国際シンポジウム

## 受賞
2023年、アジア・太平洋臨床栄養学会賞。

## 論説
- 生命科学振興会「医と食」編集部, ed (2018). “鼎談 統合栄養学 : アジア・太平洋の時代”. 医と食 10 (10). CRID 1524232505866624896.
- 生命科学振興会「医と食」編集部, ed (2015). “鼎談 世界からみた食の安全と健康”. 医と食 7 (4). CRID 1523669555915703424.
- Pirjo Pietinen; Chizuru Nishida; Nikolai Khaltaev, eds (1996). Proceedings of the 2nd WHO symposium on health issues for the 21st century : nutrition and quality of life, Kobe, Japan 24-26 November 1993. Geneva, SZ.: World Health Organization. NCID BA33577710
- Haddad Lawrence J; Peña Christine; Nishida Chizuru; Quisumbing Agnes R; Slack Alison T. (1996). “Food Security and Nutrition Implications of Intrahousehold Bias: A Review of Literature.” (pdf). Discussion Paper. (Washington, DC: IFPRI) 19.
- Darnton-Hill, Ian; Nishida, Chizuru; de Boer, Annette; Volmanen, Petri (1988). “Food and nutrition policy development.” (pdf). Asia Pacific Journal of Clinical Nutrition 7 (2):  103-110.

## 学位論文
- 西田, 千鶴 (2001-05-16). A Role for Small Scale Intrahousehold Analysis in Developing Effective Food and Nutrition Policies and Programmes: 食料・栄養政策並びにプログラム開発における小規模家庭内栄養調査の役割. 女子栄養大学. 博士 (栄養学) 栄博乙第33号.

## 参考資料
- “本学大学院　西田千鶴客員教授が、2023年アジア・太平洋臨床栄養学会賞を受賞！”.   女子栄養大学 (2023年5月10日). 2023年7月14日閲覧。
- 西田, 千鶴 (2021). "令和３年度厚生労働省委託事業「諸外国の栄養政策立案・展開支援を担う専門人材の育成に向けた調査等一式」" (PDF) (Interview). 厚生労働省.
- Joint FAO/WHO Consultation on Preparation and Use of Food-based Dietary Guidelines; World Health Organization 足立己幸、西田千鶴訳 (2002). 食物ベース食生活指針の開発と活用―FAO/WHO合同専門家会議報告書. 第一出版. ISBN 4804110305